# Rumpf (Heraldik)

Rumpf auf dem Wappen derer von Pappenheim

Der Rumpf  ist eine Figur in der Heraldik. Er kann im Helmkleinod, seltener als gemeine Figur im Schild, oder wie im Schild von Gräfenthal, wachsend im Feld vorkommen.
Als Helmzier ist er in der Heraldik sehr begehrt. Geeignet sind Menschen und Wappentiere, von denen nur der Kopf und der Oberkörper im Wappen dargestellt wird. So wie in der realen Welt fehlen dem Rumpf die Arme und bei Tieren die Beine. Der Rumpf wird schon seit dem Mittelalter über dem Wappen, also im Oberwappen, dargestellt. Als Zeitpunkt des Auftretens ist etwa mit Ende des 14. Jahrhunderts eine zeitliche Zuordnung zu treffen. Die Darstellung unterscheidet sich bei menschlichen Rümpfen nach Geschlecht. Männer sind oft bärtig und mit der Zeitmode oder der Helmdecke bekleidet. Weibliche Rümpfe werden mit starker Brust und häufig mit abstehenden Zöpfen gezeigt. Beide Rümpfe haben gelegentlich widersinnige Zutaten als Rumpfschmuck. Es gibt Köpfe mit Hirschstangen oder Eselsohren, oder statt Armen sind dem Rumpf Flügel gewachsen. Die Phantasie hat hier reichliche Variationen geschaffen.